# Breathe (Dr.-Lonnie-Smith-Album)
Breathe ist ein Jazzalbum von Dr. Lonnie Smith. Die 2017 im New Yorker Jazz Standard zur Feier von Smiths 75. Geburtstag entstandenen Aufnahmen erschienen am 20. März 2021 auf Blue Note Records. Zusätzlich enthielt das Album zwei im Studio entstandene Stücke in Zusammenarbeit mit dem Sänger Iggy Pop, „Why Can’t We Live Together“ und „Sunshine Superman“, die beide als Singles ausgekoppelt wurden. Es war das letzte Album, das der Organist zu Lebzeiten veröffentlichen konnte; er starb Ende September 2021 im Alter von 79 Jahren.

## Hintergrund
Über 30 Jahre nach seinem letzten Album für Blue Note Records kehrte der Organist Dr. Lonnie Smith mit Evolution (2016) und All in My Mind (2018) zu dem Label zurück. Bei Breathe arbeitete er wieder mit dem Produzenten Don Was zusammen; Smith nahm den Großteil des Materials für das Album (wie schon auch All in My Mind) auf der Feier zu seinem 75. Geburtstag im New Yorker Jazz Standard auf, größtenteils mit seinen langjährigen Trio-Mitarbeitern, dem Gitarristen Jonathan Kreisberg und dem Schlagzeuger Johnathan Blake auf. Kreisberg und Blake bildeten sein Kerntrio; außerdem erweiterte er die Gruppe auf mehreren Stücken zu einem Septett, indem er den Trompeter Sean Jones, den Tenorsaxophonisten John Ellis, den Baritonsaxophonisten Jason Marshall und den Posaunisten Robin Eubanks hinzu holte.
Smith arbeitete bei zwei Stücken mit dem Sänger Iggy Pop zusammen; das Album enthält eine rauchige, The-Doors-artige Interpretation von Timmy Thomas’ Soul-Hymne „Why Can’t We Live Together“ von 1972 und eine entspannte, Boogaloo-artige Bearbeitung von Donovans Klassiker „Sunshine Superman“. Beide Songs wurden im Studio aufgenommen, mit zusätzlicher Perkussion von Richard Bravo. „Sunshine Superman“ war 1966 erfolgreich in den Billboard-Charts, geschrieben und aufgenommen vom britischen Singer-Songwriter Donovan. Den Song hatte Lonnie Smith ala Abschluss seines Albums Move Your Hand (1969) interpretiert. In diesem Jahr hatte Smith die jahrzehntelange Herrschaft des „Hammond-B3-Königs“ Jimmy Smith in den Down Beat Polls als Jazz Organist des Jahres gewonnen, wobei dieses Album und sein Titelsong als unerwarteter Hit erfolgreich waren, notierte Greg Bryant.
Die im Herbst 2021 erschienen Vinyl-Edition des Albums enthält zusätzlich einen dritten Song, der in Zusammenarbeit von Lonnie Smith und Iggy Pop entstanden war, eine neue Version von „Move Your Hand“, das Titelstück von Lonnie Smith Blue-Note-Album von 1970 und Iggy Pops Lieblingssong von Smith.

## Titelliste
- Dr. Lonnie Smith: Breathe (Blue Note B003327702)[5]

1. Why Can’t We Live Together (Timmy Thomas) 7:44
2. Bright Eyes (Live) 7:25
3. Too Damn Hot (Live) 7:33
4. Track 9 (Live) 9:43
5. World Weeps (Live) 12:04
6. Pilgrimage (Live) (Lynne Meryl Konenigsberg, Dr. Lonnie Smith) 8:19
7. Epistrophy (Live) (Kenny Clarke, Thelonious Monk) 4:22
8. Sunshine Superman (Donovan Leitch) 6:37

Wenn nicht anders vermerkt, stammen die Kompositionen von Lonnie Smith.

## Rezeption

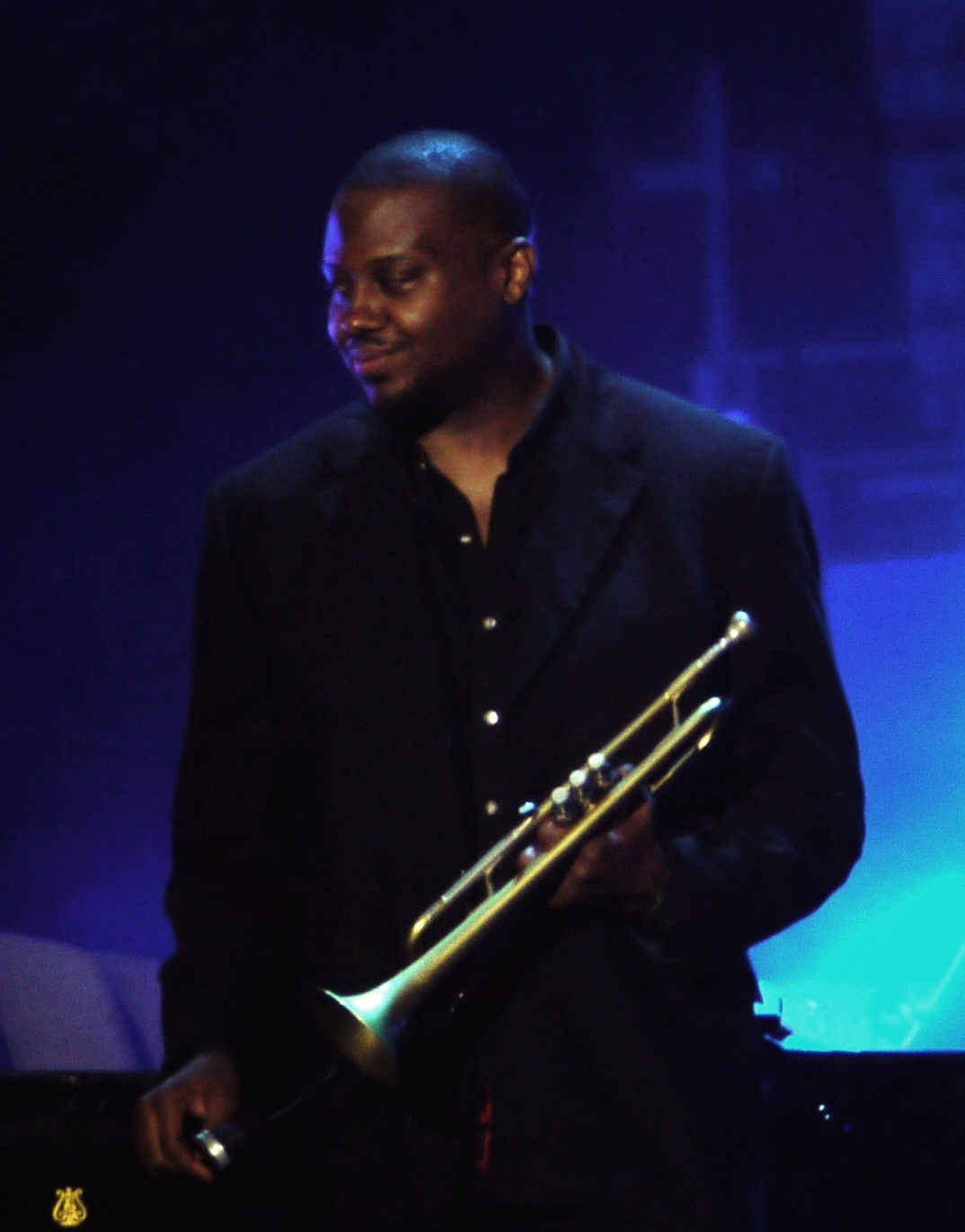
Sean Jones (2011)

Greg Bryant schreibt in WBGO, Smith sei ein unverwechselbarer Stilist in einer Reihe von Helden der Hammondorgel, die erstmals in den 1960er-Jahren auftauchten, um die Fans mit einer instinktiven Herangehensweise an das Instrument zu gewinnen. Seine Kooperation mit der Punk-Ikone Iggy Pop in „Sunshine Superman“, der zweiten Singleauskopplung, sei eine zeitgemäße und gefühlvolle Überraschung. Gitarrist Jonathan Kreisberg und Schlagzeuger Johnathan Blake würden einen noch beeindruckenderen Slot auf „Sunshine Superman“ setzen und trieben Iggy Pops Push-and-Pull-Interpretation des Songs voran. Aber Pop reite hier nicht nur auf der Welle; sondern strahle durch seine Baritonstimme eine kühle Welle reiner Energie aus, die Smith eindeutig gefällt, denn wenn es Zeit für das Orgelsolo ist, entfessle er sofort das Schmierfett.
Matt Collar verlieh dem Album in Allmusic viereinhalb Sterne und schrieb, im Kern des Albums führe Smith seine Band durch eine Reihe energiegeladener Auftritte, die live im New Yorker Jazz Standard aufgenommen wurden. Darunter befinden sich mehrere inspirierte Smith-Originale, darunter „Bright Eyes“, eine luftige 3/4-taktige Hymne, die an seine Arbeit der 1960er-Jahre erinnere. Ebenso einnehmend seien der langsam groovende „Track 9“, der ein feuriges Solo von Trompeter Jones hervorhebe, und das vom Gospel geprägte „Pilgrimage“ mit Sängerin Alicia Olatuja. Smith stürzt sich auch in eine Version von Thelonious Monks „Epistrophy“, die an den spacigen Sound von Herbie Hancocks Album Sextant von 1973 erinnere. Nur wenige bekannte Künstler seien derart in er Lage, die Dringlichkeit und jugendliche Energie ihrer klassischen Aufnahmen zu beschwören wie Smith, seit er zu Blue Note zurückgekehrt ist, und Breathe sei da keine Ausnahme.
Nach Ansicht von La-Faithia White, der das Album in All About Jazz rezensierte, sei der Eröffnungssong „Why Can’t We Live Together“, ein Remake des 1972er R&B-Klassikers, eine eindringliche Erinnerung an den Afghanistan-Krieg, wenn man Sätze wie „no more war, no more war“ höre. Rock-Ikone Iggy Pop singe mit seiner kratzigen, gespenstischen und chilligen Stimme. „Pilgrimage“ wiederum sei eine triumphale Reise des Gesangs der Mezzosopranistin Alicia Olatuja und der Rhythmusgitarre von Kreisberg, die beide das Spiel von Smith auf der Hammond B3-Orgel ergänzen. Breathe offenbare den Hörern ein Musikrezept, das von Smith wunderschön geschrieben und dargeboten wurde, was es für die Zeit, in der wir leben, durchaus relevant mache.
Bill Meredith schrieb in JazzTimes, der 78-jährige Hammond-Organist Dr. Lonnie Smith beweise erneut, dass er einer der [größten] Jazz-Ikonen aller Zeiten ist. Die Stücke mit der Bläsergruppe würden gekonnt Smith-Kompositionen hervorheben wie das fröhliche „Bright Eyes“, das in der Form wandelbare „Track 9“, sowie das introspektive „Too Damn Hot“ und schließlich „World Weeps“. Letzteres, ohne die Bläser, lasse dem langjährigen Smith-Trio-Mitglied Kreisberg genug Raum, sich durch ein kaskadierendes Solo zu entfalten, bevor Smith eines seiner eigenen improvisiere. Das Kerntrio sei auch während einer durchdringenden Coverversion von „Epistrophy“ im Gleichschritt, und Sängerin Alicia Olatuja und die Bläser würden einer ergreifenden, Gospel-gefärbten Version von Smiths charakteristischer Komposition „Pilgrimage“ reichlich Würze verleihen.

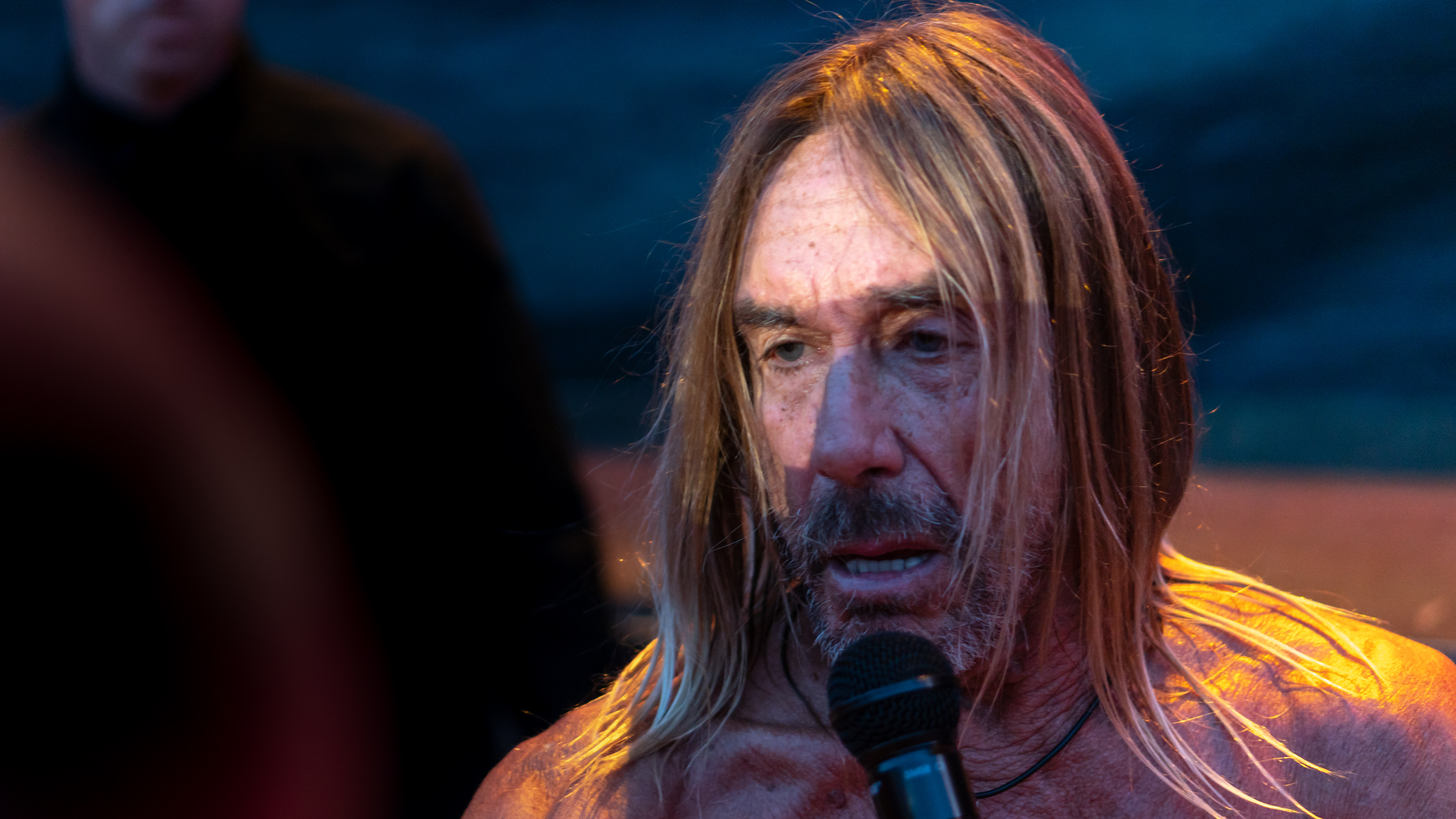
Iggy Pop (2018)

Jim Macnie schrieb im Down Beat, die um die Bläsergruppe erweiterte Palette würde den Umfang der Musik erweitern. Rasante Druckwellen der Punktierung, wie sie etwa „Track 9“ schmückten, seien so heftig, dass man leicht vergisst, dass es sich um eine Orgelplatte handle. John Ellis, ein außergewöhnlich ausdrucksstarker Saxophonist, trage dazu erheblich auf dem Tenorsaxophon bei, und dann würden Trompeter Sean Jones und Baritonsaxophonist Jason Marshall Benzin ins Feuer schütten. Neun Minuten lang klinge dies wie die Funkband Tower of Power.
Dass Iggy Pop mit seinem erstaunlich geschmackssicheren Gesang in der Lage ist, einen Soul-Crooner abzugeben, dürfte im Jahr 2021 niemanden mehr überraschen, meinte Jan Paersch in Jazz thing – schließlich habe der [zu diesem Zeitpunkt] bald 74-jährige Punk-Innovator ein ganzes Album im New-Orleans-Jazz-Stil aufgenommen [gemeint ist Live at the Old Waldorf (2009)]. In den sechs ausgedehnten Konzertmitschnitten spiele Dr. Lonnie Smith auf seiner Hammond lässig-leichten Bop und Funk, was keine Überraschung darstellen würde. Interessanter werde es aber, wenn Smith in Monks „Epistrophy“ auch mal schrägere Töne zulasse oder sein Trio mit den Bigband-artigen Arrangements eines Bläserquartetts erweitert.
Nick Hasted schrieb in Jazzwise, die Aufzeichnung sei intim genug, um das Klicken der Tasten der Hammond B-3 zu hören, obgleich sich „Too Damn Hot“ in ein schwüles Treiben stürze und dabei Visionen von amerikanischen urban-cooler, knackiger Musik der frühen 1960er-Jahre heraufbeschwöre. In „Why Can’t We Live Together“ – das 1984 von Sade Adu wiederbelebt wurde – zeige sich Iggy Pop als engagierten, pazifistischen Crooner. Donovans „Sunshine Superman“ sei jedoch gelungener, denn Iggy beherrsche souverän das Pop-Idiom der 1960er-Jahre, bei dem man die weitläufige, leichte Verbindung im Raum spüren könne. Smiths langjährige Erfahrung mit Pop-Formen zahle sich hier ebenso aus wie sein dauerhaftes, schnörkelloses Bekenntnis zu seiner eigenen Hammond-Kunst.

## Musikbeispiele
- Lonnie Smith feat. Iggy Pop: Move Your Hand auf YouTube
- Lonnie Smith feat. Iggy Pop: Why Can’t We Live Together auf YouTube